# Tonara
Tonara est une commune italienne de la province de Nuoro, dans la région Sardaigne.

## Administration
| Période                                  | Période | Identité | Étiquette | Qualité |
| ---------------------------------------- | ------- | -------- | --------- | ------- |
|                                          |         |          |           |         |
| Les données manquantes sont à compléter. |         |          |           |         |

### Hameaux
Arasulè, Su Pranu, Toneri, Teliseri, Ilalà (abandonné).

### Communes limitrophes
Austis, Belvì, Desulo, Sorgono, Tiana